# Bruce Shand
Bruce Middleton Hope Shand, CM, DL, (22 de janeiro de 1917 - 11 de junho de 2006) foi um oficial do Exército Britânico. Ele é mais conhecido como o pai de Camila Shand, a rainha consorte britânica e segunda esposa do rei Carlos III.